# Пам'ятник на честь 200-річчя Полтавської битви
Пам'ятник на честь 200-річчя Полтавської битви - установлено на честь подій 1709 р. у смт. Нові Санжари Полтавської області у березовому сквері на розі вулиці Центральної та провулку Слюсарного.

## Історія встановлення
Зважаючи на ідеологічну пропаганду та неможливість широких верств населення ознайомитися зі справжньою ситуацією на Новосанжарщині в переддень та під час Полтавської битви і вважаючи за дійсність те, що Новосанжарська сотня Полтавського полку зробила вагомий внесок у боротьбу зі шведами на боці Петра І та російської армії, новосанжарська громада, намагаючись віддати шану подіям 1709 р., 26 квітня 1909 р. ухвалила рішення про спорудження пам'ятника. Відкриття його відбулося в дні святкування 200-річчя Полтавської битви - 27 червня 1909 р.
Насправді ж Новосанжарська сотня підтримала гетьмана І. Мазепу в його намаганнях звільнити Україну з-під влади Московського царства. Новосанжарська сотня разом із сотнями Білицькою, Кобеляцькою, Сокільською, Кишенською, Переволочанською та Келебердянською спочатку створили коридор, по якому запорозькі козаки пішли на з'єднання з військами гетьмана І. Мазепи та шведського короля Карла ХІІ.
Під час подій, пов'язаних із Полтавською битвою, у містечку Нові Санжари знаходилася ставка кошового Запорозької Січі К. Гордієнка. Згодом згадані сотні забезпечили безпечний відступ союзної (шведської та української) армії до містечка Переволочна.
Під час громадянської війни пам'ятник зник.
У 1965 р. під час будівельних робіт його випадково знайшли.
У листопаді 1965 року встановлено вдруге.

## Опис
Чотиригранний обеліск висотою 1,75 м із пірамідальним фігурним завершенням виготовлено із граніту сірого кольору та встановлено на невисокий цегляний постамент.
На лицьовій стороні обеліска - напис:" 1709 - 1909. А о Петре ведайте, что ему жизнь не дорога, только бы жила Россия в блаженстве и славе для благосостояния вашего. Сооружен в июне 1909 г. обществом Новосанжарских казаков Новосанжарской волости Кобелякского уезда Полтавской губернии в память 200-летия Полтавской битвы".

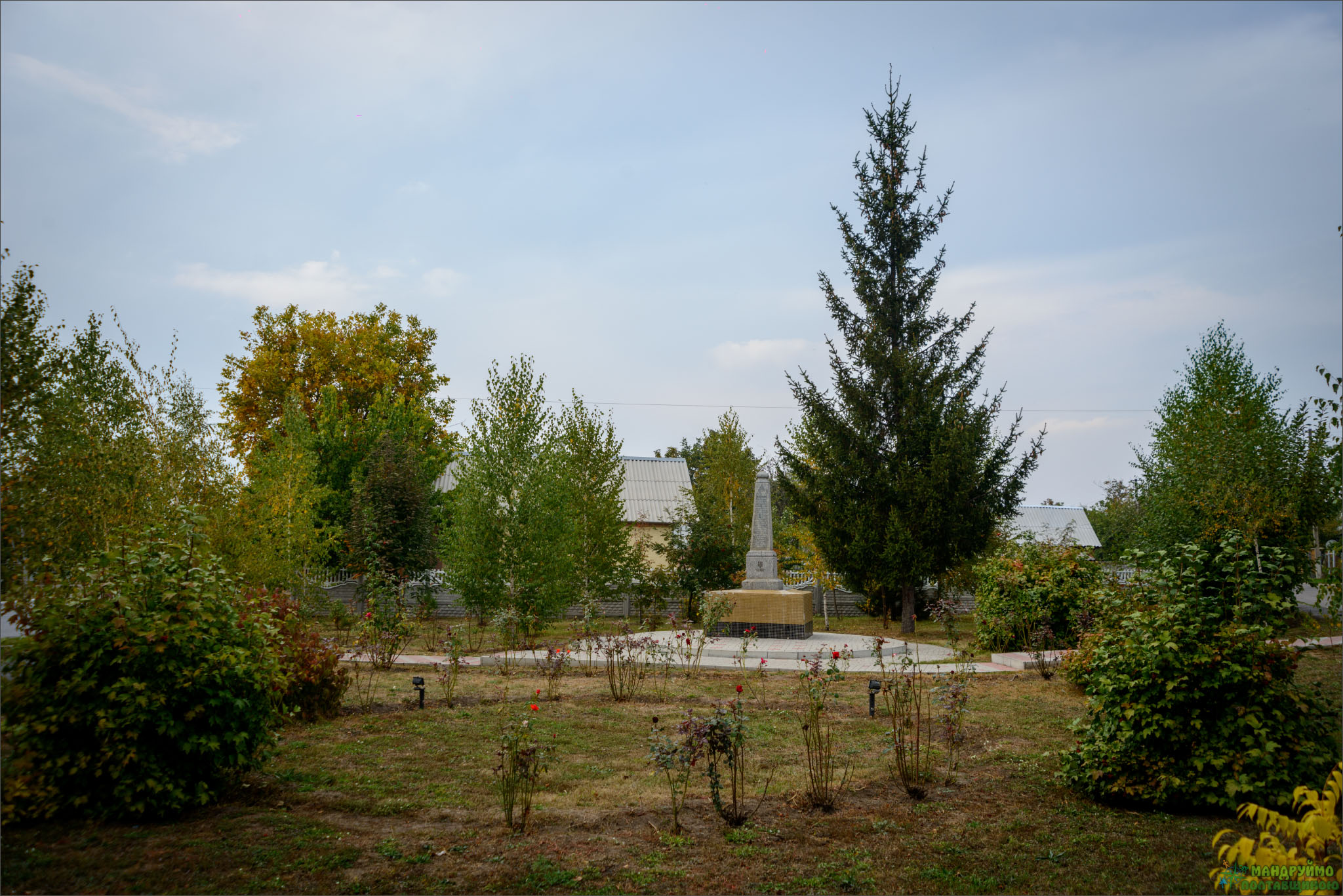
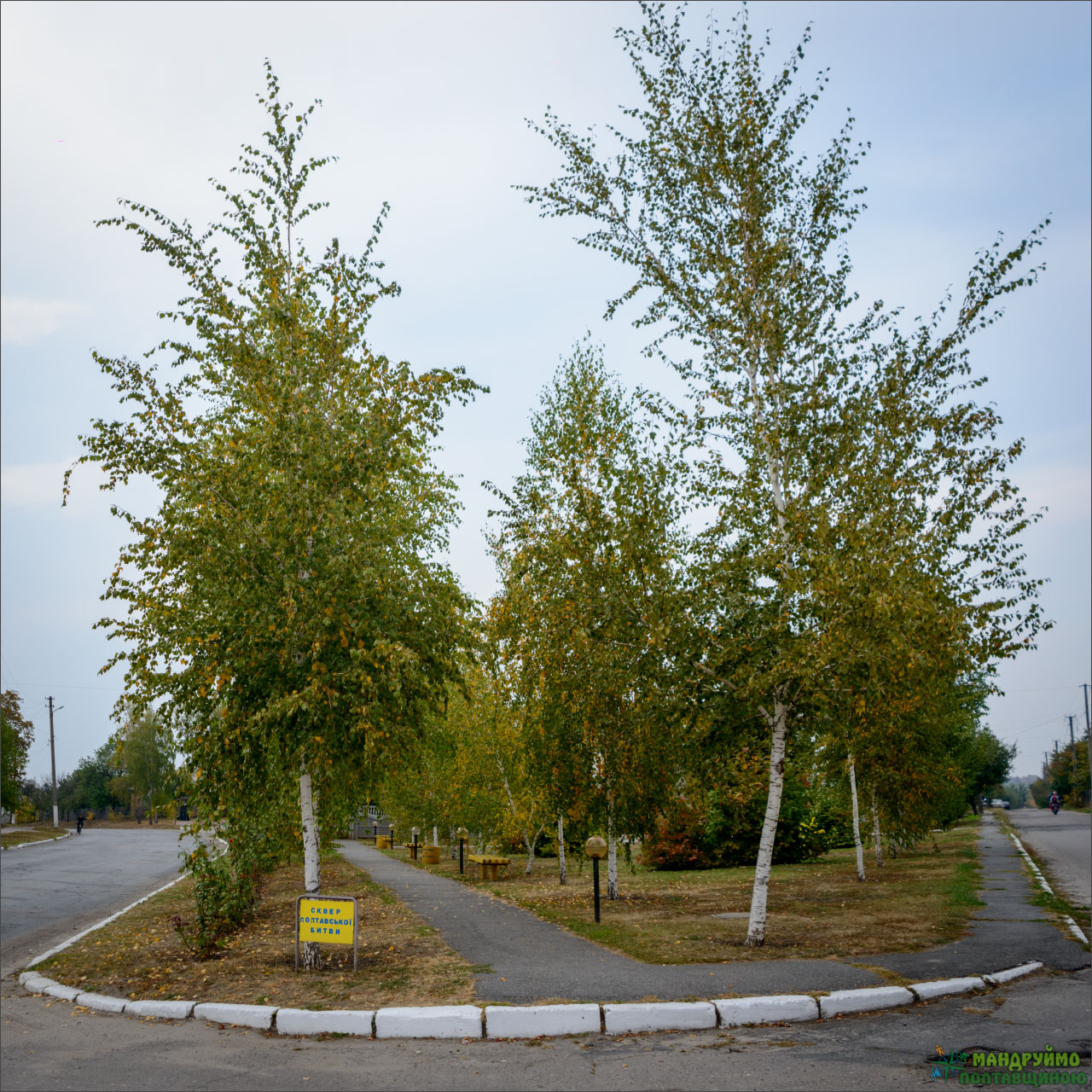
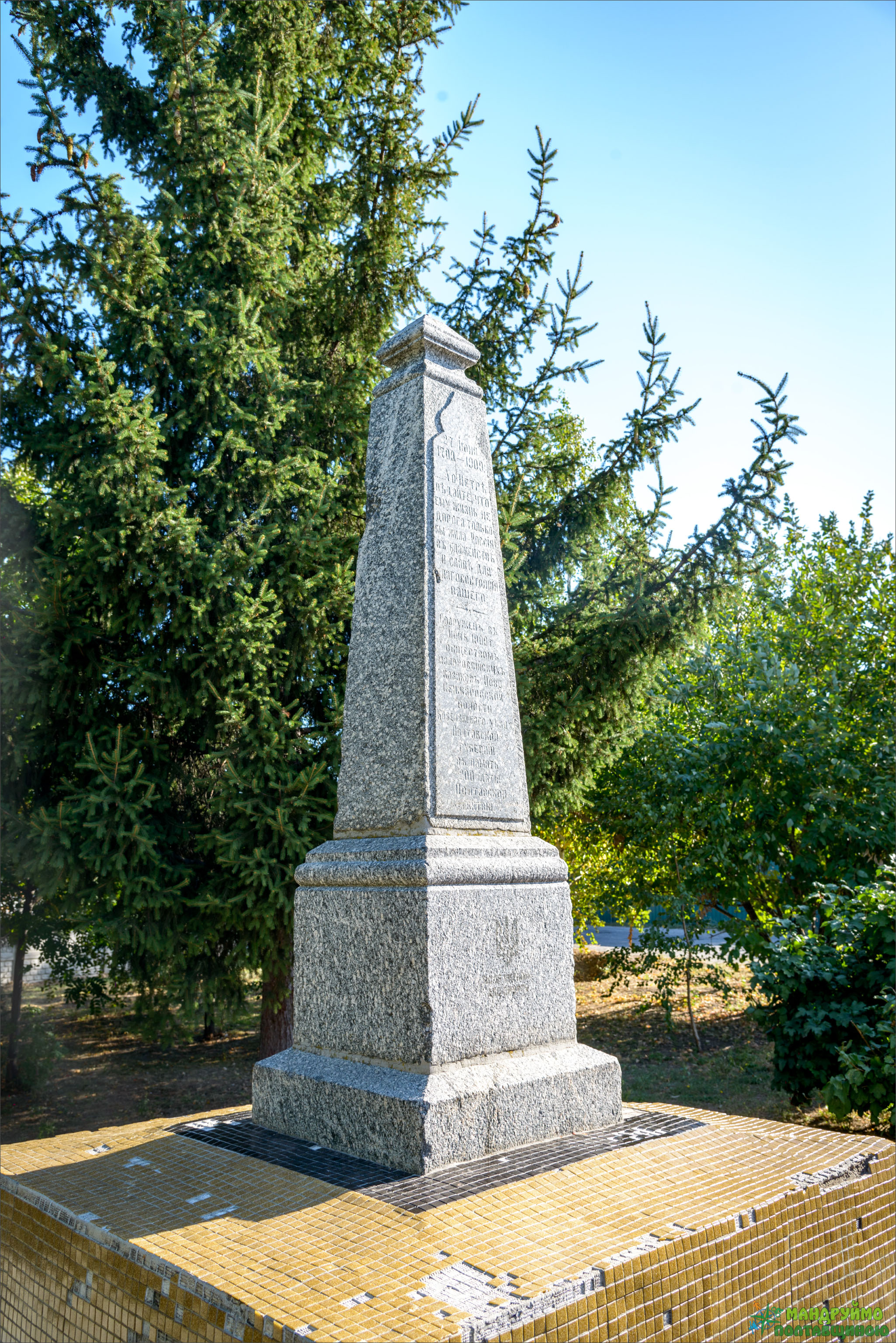